# Luftangriffe auf Leipzig

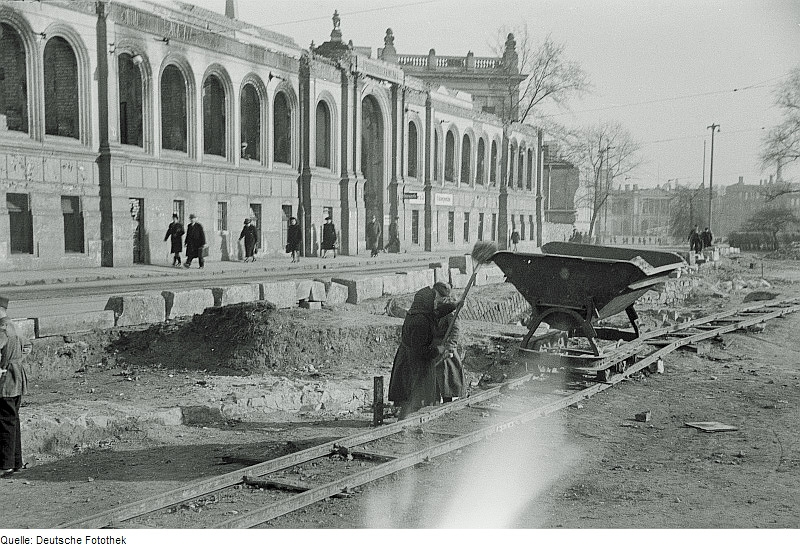
Trümmerfrauen nach dem Kriegsende auf der Schillerstraße vor dem zerstörten Fridericianum der Universität

Die Luftangriffe auf Leipzig fügten der Stadt Leipzig während des Zweiten Weltkriegs schwere Schäden zu. Die Angriffe wurden von Einheiten der britischen Royal Air Force (RAF) und den United States Army Air Forces (USAAF) ausgeführt. Insgesamt wurden 11.427 Tonnen Bombenlast auf Leipzig geworfen, von der RAF 6206 Tonnen und von den USAAF 5221 Tonnen.
Der schwerste Luftangriff wurde in den Morgenstunden des 4. Dezember 1943 von der RAF ausgeführt und forderte über 1800 Menschenleben. Das Stadtzentrum wurde zu großen Teilen zerstört, während die Industriebetriebe nur zeitweilige Produktionsausfälle zu verzeichnen hatten und später teilweise verlagert oder dezentralisiert wurden.
Im Luftkrieg des Zweiten Weltkriegs sind in Leipzig etwa 6000 Menschen ums Leben gekommen.

## Bedeutung als Angriffsziel

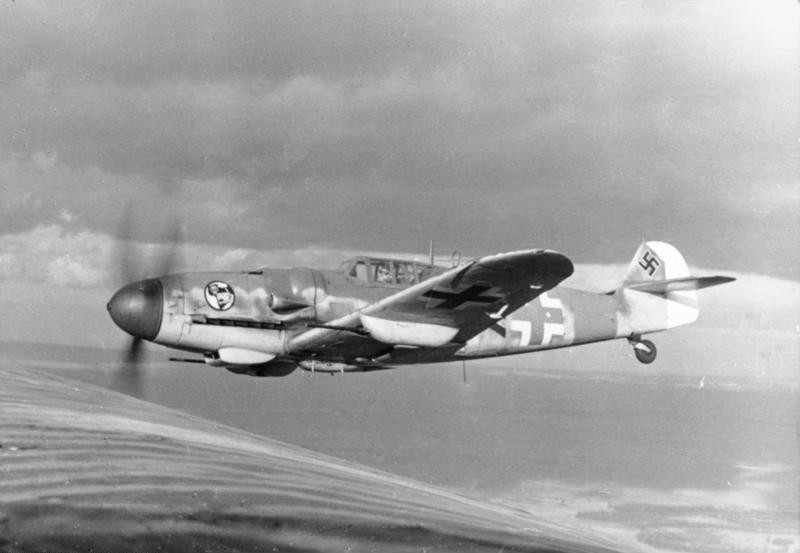
Von den über 33.000 Bf-109-Jagdflugzeugen der Luftwaffe baute das Leipziger Erla Maschinenwerk rund ein Drittel

Im „Großdeutschen Reich“ des Jahres 1939 stand die „Reichsmessestadt“ Leipzig auf der Liste der größten deutschen Städte mit über 700.000 Einwohnern auf dem sechsten Platz, wobei Wien mit berücksichtigt ist.
Für die Kriegsführung besonders wichtig war das Erla-Maschinenwerk mit der Montage bzw. Teilefertigung von Bf-109-Jagdflugzeugen in seinen vier Leipziger Fabriken Heiterblick (Werk I; Wodanstraße), Flughafen Mockau (Werk II; Vierzehn-Bäume-Weg), Abtnaundorf (Werk III; Theklaer Str./Heiterblickstraße) sowie Pfaffendorf (Werk V in der Kammgarnspinnerei nördlich der Kongreßhalle). Als weiterer Großbetrieb der Luftrüstung stellte die in Großzschocher ansässige Allgemeine Transportanlagen-Gesellschaft an zusammen sieben Standorten in Leipzig Flugzeugteile und komplette Maschinen (Ju 52/3m und Ju 88/Ju 188) her. Die in Leipzig-Portitz ab 1935 neu errichteten Mitteldeutschen Motorenwerke, die 1939 ihren Sitz nach Taucha verlegten, fertigten Junkers-Flugmotoren (Jumo 205, Jumo 211 und Jumo 213) sowie Teile für das Strahltriebwerk Jumo 004.
Von großer militärischer Bedeutung war die Hugo Schneider AG (HASAG) mit Sitz in Sellerhausen. Auf dem heutigen Areal des Wissenschaftsparks Leipzig stellte der seinerzeit drittgrößte deutsche Rüstungskonzern neben Munition für Infanterie (Kaliber 7,92), Flak und leichte Bordwaffen auch die Faustpatrone und Panzerfaust zur Bekämpfung von Panzern her.
In Wahren baute das Werk von Büssing-NAG (bis 1926 Dux-Automobil-Werke) Motoren und Fahrgestelle für 8-Rad-Panzerspähwagen (Sd.Kfz. 231/Typ GS, ab 1943 Sd.Kfz. 234/Typ ARK). Zusätzlich fertigten viele kleinere Fabriken wie Opta-Radio (ehemals Körting) in Stötteritz Ausrüstung für die Wehrmacht.
In erheblichen Umfang erfolgten Truppen- und Materialtransporte der Deutschen Reichsbahn über den Eisenbahnknoten Leipzig mit seinen zwei Rangierbahnhöfen Wahren und Engelsdorf.
Nach zwei britischen Flächenbombardements auf Leipzig im Oktober und Dezember 1943 im Rahmen der Area Bombing Directive richteten sich die nunmehr erfolgenden US-amerikanischen Luftangriffe gezielt auch auf die Standorte der Rüstungsindustrie im Norden der Stadt.

## Angriffe

### Pläne und erste Angriffe
Sachsen galt wegen des langen Anflugweges von Großbritannien aus als relativ sicher vor Luftangriffen, was sich jedoch im Verlauf des Jahres 1943 mit der verstärkten Indienststellung schwerer viermotoriger Maschinen der Typen Stirling, Halifax und Lancaster bei der RAF änderte. Bereits im August 1940 befanden sich in den Akten des britischen RAF Bomber Command Pläne zur Bombardierung Leipzigs unter dem Codenamen „Haddock“ (Schellfisch). Der Stellvertreter von Arthur Harris, Oberbefehlshaber des Bomber Command, war Air Vice-Marshal Robert Saundby, der als begeisterter Angler alle in Auswahl kommenden deutschen Städte mit einem Fish code versah. Von einem Luftangriff zur Eröffnung der Leipziger Messe am 25. August 1940 oder unmittelbar danach versprach man sich eine Demonstration der britischen Luftmacht auf die aus ganz Europa angereisten Messegäste. Die in der Nacht vom 25. auf den 26. August 1940 gestarteten zweimotorigen Bomber fanden die Stadt Leipzig jedoch nicht.
Am 27. März 1943 wurde durch Notabwürfe eines britischen Flugzeuges in Gohlis ein Großfeuer ausgelöst. In der Nacht vom 31. August zum 1. September erfolgte ein schwacher britischer Angriff, der Eutritzsch und Schönefeld traf und bei dem es vier Todesopfer gab.

### 20. Oktober 1943
Zu diesem ersten geplanten Flächenbombardement auf Leipzig waren in Ostengland 350 viermotorige Langstreckenbomber vom Typ Lancaster der britischen Royal Air Force (RAF) gestartet, von denen 287 die Stadt erreichten. Geplantes Ziel dieses abendlichen Angriffs von 20:56 bis 21:34 Uhr war das Stadtzentrum. Wegen schlechter Sichtverhältnisse bei dichter Bewölkung wurden mit den 1085 Tonnen abgeworfenen Bomben jedoch besonders die südlichen und östlichen Stadtteile und Vororte wie Stötteritz, Engelsdorf, Paunsdorf und Sommerfeld getroffen. Doch wurden auch in anderen Stadtteilen, am Hauptbahnhof, im Grafischen Viertel und im Klinikviertel insgesamt 6250 Schadstellen registriert (45 zerstörte und 1872 beschädigte Häuser). 38 Todesopfer und 681 Verletzte waren zu beklagen. Die RAF verbuchte den zersplitterten Angriff als Misserfolg.

### 4. Dezember 1943

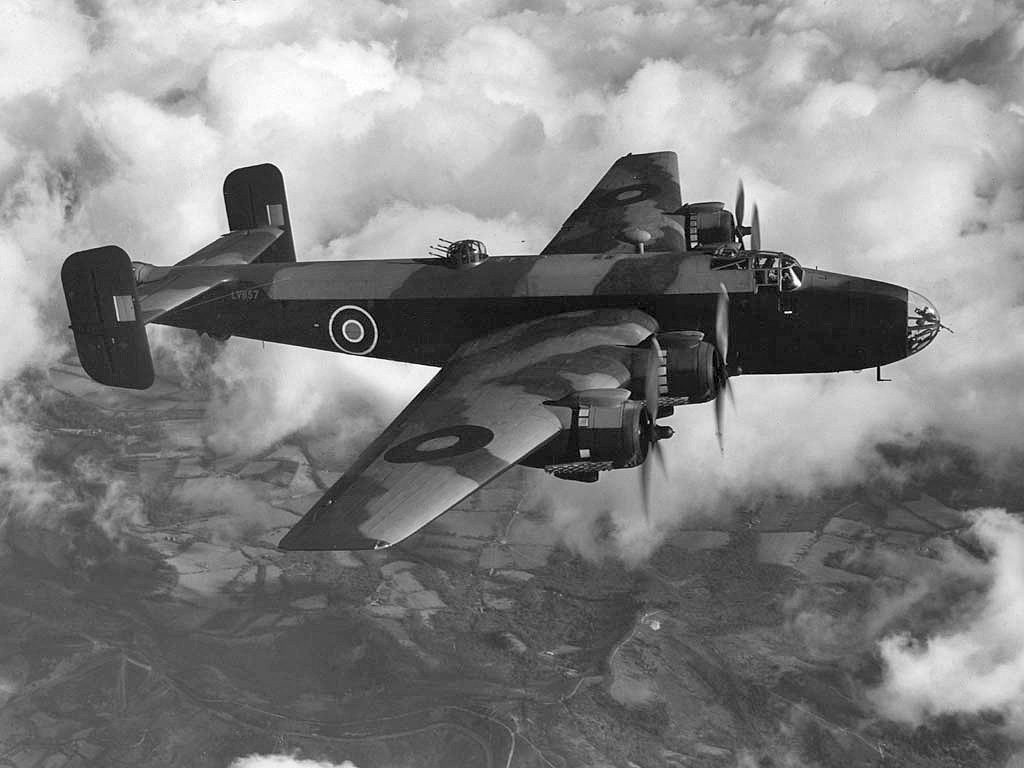
Britischer schwerer Bomber vom Typ Handley Page Halifax

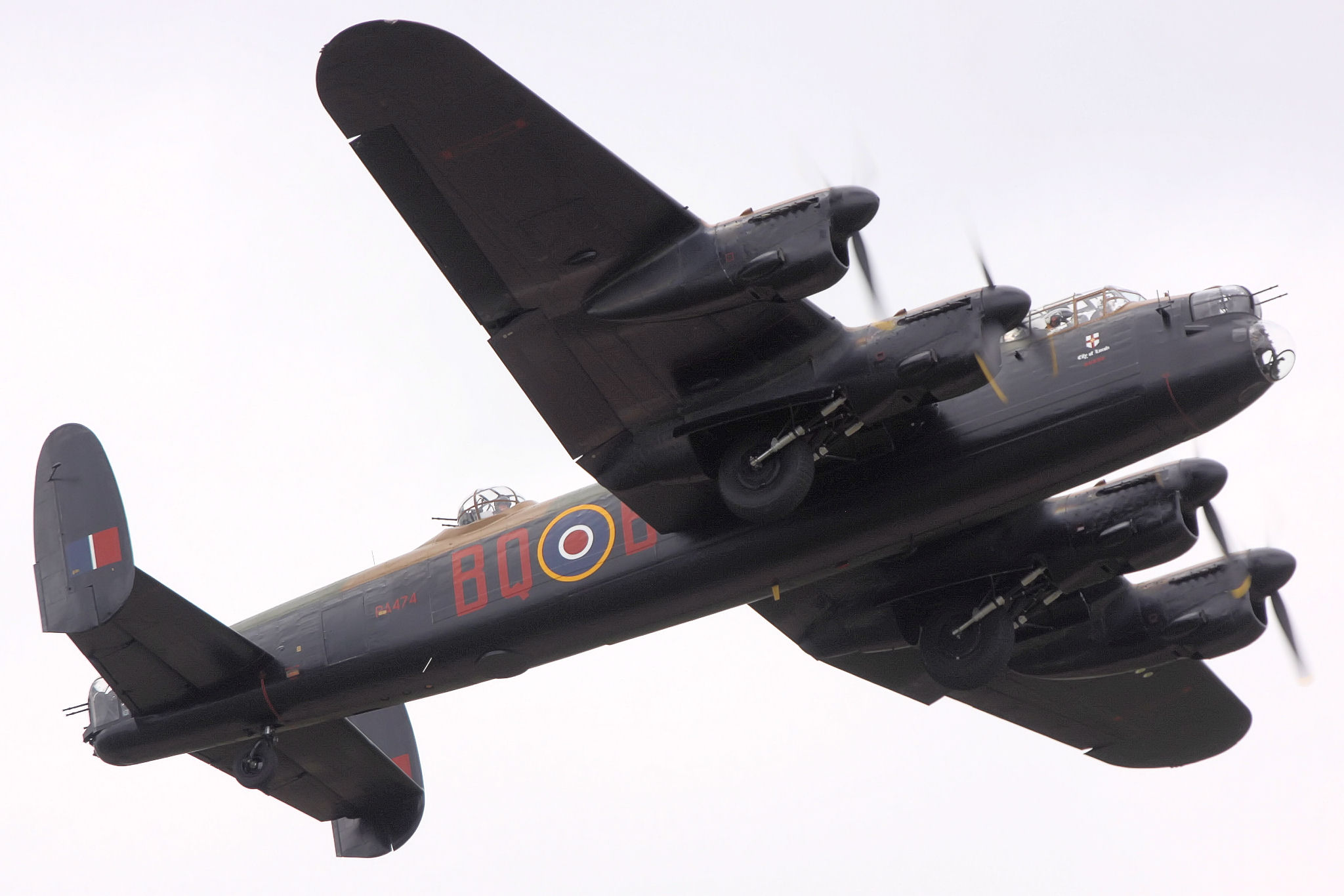
Britischer schwerer Bomber vom Typ Avro Lancaster

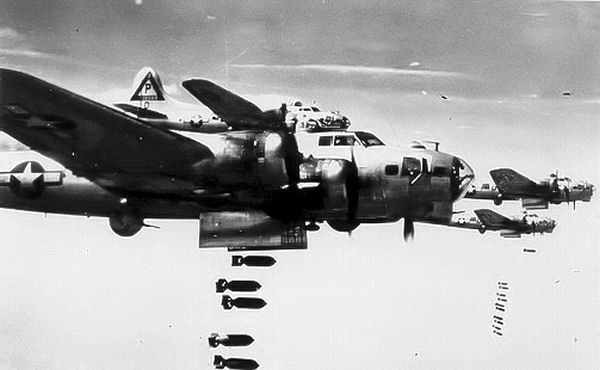
Amerikanische Boeing B-17 „Flying Fortress“

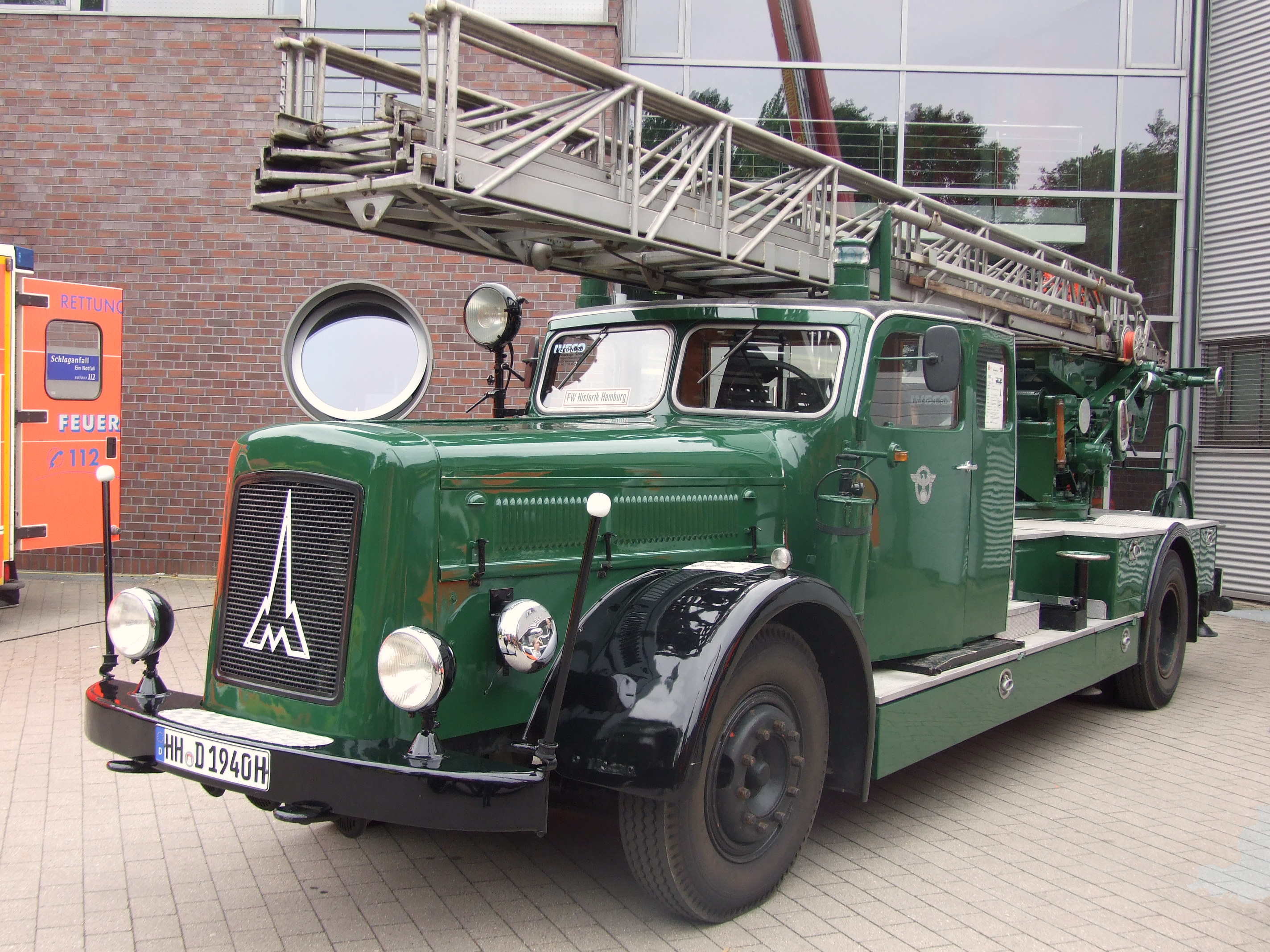
Ab 1940 gelieferte Wagen der Feuerschutzpolizei waren im Tannengrün (RAL 6009) der Polizei lackiert. Eine Magirus-Kraftfahrleiter 26 (Meter) mit Dieselmotor (125 PS), Baujahr 1941.

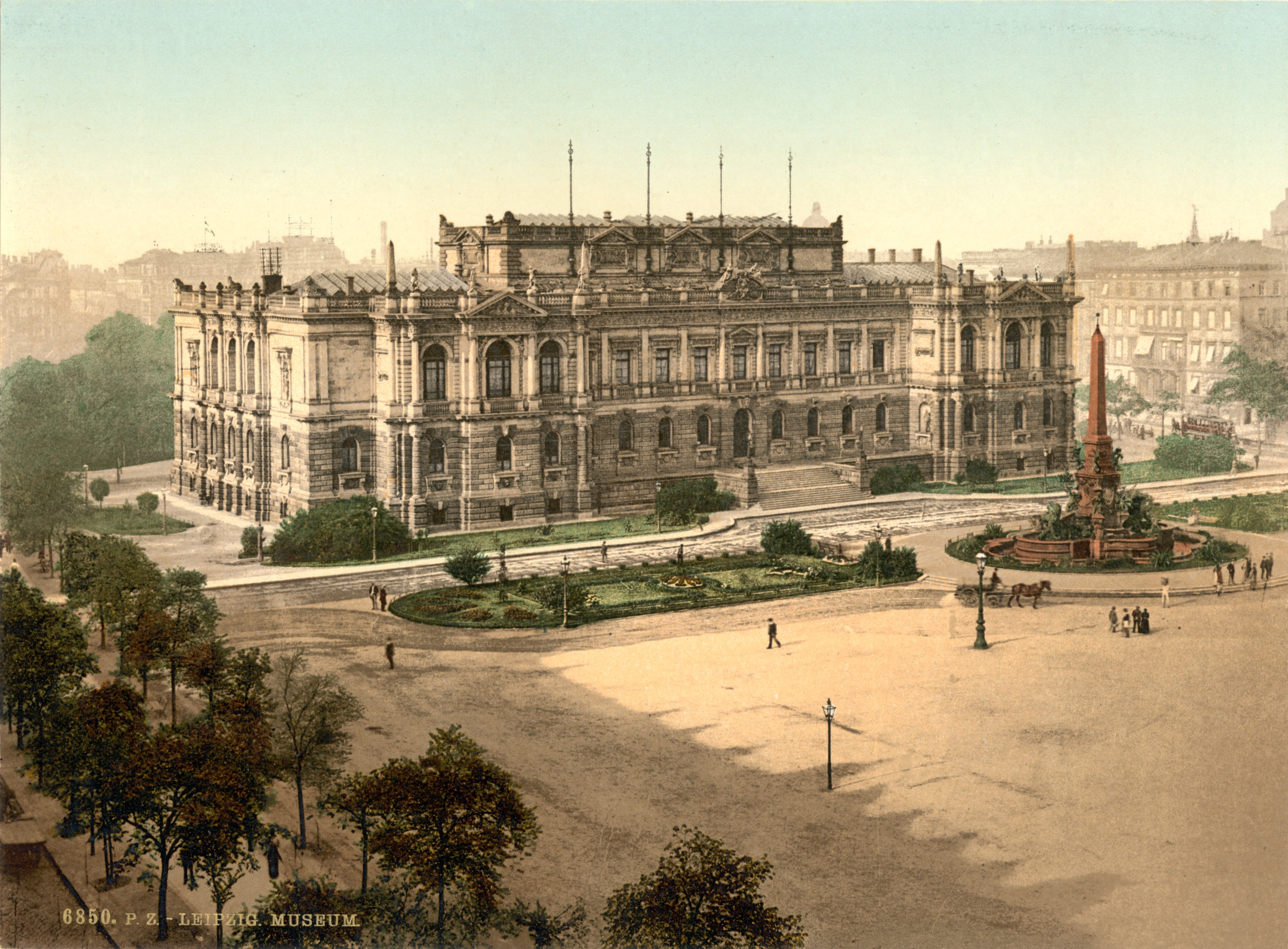
Das Museum der bildenden Künste am Augustusplatz mit dem Mendebrunnen (ca. 1890–1900). Auf dem Areal des Museums steht heute das (dritte) Gewandhaus.

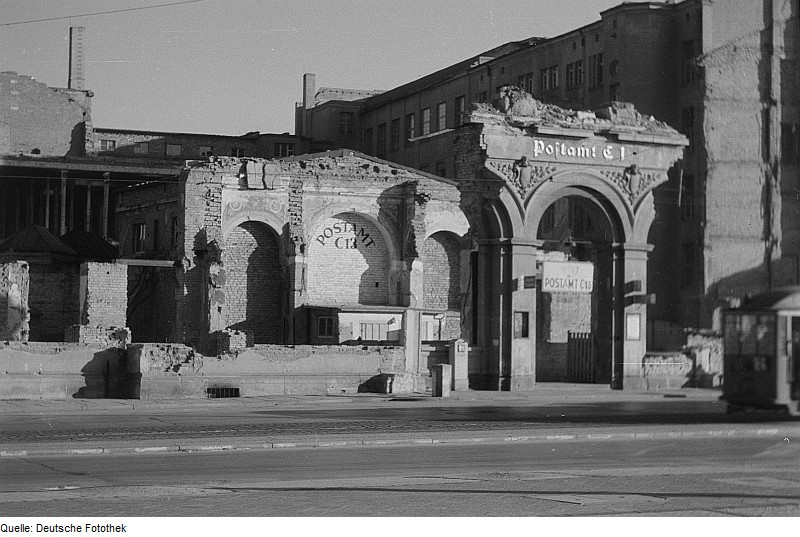
Ruine der Hauptpost (Postamt C 1) auf der Ostseite vom Augustusplatz (Foto von 1948)

#### Vorgeschichte
Wie schon während des gesamten Jahres 1943 hatte die Royal Air Force in der Nacht vom 2. zum 3. Dezember einen Luftangriff auf Berlin geflogen. Die deutsche Nachtjagd hatte sich inzwischen darauf eingestellt und 40 Bomber abgeschossen. In der folgenden Nacht war Leipzig das Ziel, wobei die Anflugroute so konzipiert war, dass die deutsche Luftabwehr möglichst lange im Unklaren über das Ziel der Bomberflotte blieb und der Angriff erst in den frühen Morgenstunden erfolgte. Mit einer solchen für die Bomberverbände gefährlicheren Taktik rechnete man auf deutscher Seite nicht, da dann die Bomber im beginnenden Tageslicht zurückfliegen müssten und von Jagdfliegern leichter zu bekämpfen wären.

#### Verlauf
Die Route des Bomberverbandes, 527 viermotorige Bomber der Typen Halifax und Lancaster, querte über der Zuidersee die Küste des Festlandes, führte dann in östlicher Richtung über Norddeutschland auf Berlin zu und bog etwa über der Stadt Brandenburg nach Süden ab. Zwischen 3:50 und 4:25 Uhr warfen 442 Bomber insgesamt fast 1.400 t Spreng- und Brandbomben ab. Im Einzelnen handelte es sich um 280.000 Stabbrandbomben, 12.500 Phosphorbrandbomben, 312 Phosphorkanister, 450 Sprengbomben und 310 Minenbomben. Fliegeralarm war um 3:39 Uhr gegeben worden, die Entwarnung erfolgte 5:32 Uhr.
In der eng bebauten Innenstadt entwickelte sich nach dem Angriff durch das Zusammenfließen von über 5000 Einzelbränden ein Feuersturm. Dessen Intensität überstieg nach der Einschätzung des zur Angriffszeit zufällig in Leipzig befindlichen Generalinspekteurs für das Feuerlöschwesen, Hans Rumpf, sogar die des Hamburger Feuersturmes während der „Operation Gomorrha“. Die Leipziger Feuerschutzpolizei hatte in der Nacht zuvor die Hälfte ihrer Kräfte zur Hilfe nach Berlin entsenden müssen. Die aus dem Umland herbeigerufenen Feuerwehren konnten Brände häufig nicht wirksam bekämpfen, da ihre Schläuche nicht an die speziellen Anschlüsse der Leipziger Hydranten passten, die nur zu etwa 30 % auf genormte Anschlüsse umgestellt worden waren. Die Wasserversorgung brach zudem durch die massiven Leitungszerstörungen zusammen.

#### Opfer und Schäden vom 4. Dezember
Beim britischen Luftangriff vom 4. Dezember 1943 kamen 1815 Menschen ums Leben, 60 blieben vermisst. Dazu kamen fast 4000 Verletzte. Diese Opferzahl ist für solch einen schweren Angriff niedriger als zu erwarten, da sich viele Einwohner nicht an die Anordnung hielten, bis zur Entwarnung in den Kellern zu bleiben, sondern rechtzeitig die Flucht ergriffen oder entstehende Brände bekämpften. Es wurden 806 schwer und 3.749 leicht Verletzte registriert. 114.000 Leipziger wurden obdachlos.
Besonders im Stadtzentrum fielen den Bomben viele historische Gebäude zum Opfer, so das Alte und Neue Theater, die Neue Börse, das Schiff der Johanniskirche, die Alte Waage, die Matthäikirche, das Museum der bildenden Künste, die Hauptpost, der Krystallpalast und das Augusteum, das Hauptgebäude der Universität. Der Dachstuhl des Alten Rathauses brannte aus; eine bei einer Sanierung Anfang des 20. Jahrhunderts eingezogene Betondecke verhinderte ein Ausbrennen auch der darunter liegenden Geschosse. Weiterhin verzeichnete man unter anderem die Zerstörung von 1067 Geschäftshäusern, 472 Fabrikgebäuden, 56 Schulen, 29 Messehäusern und 9 Kirchen. Von den 92 Instituten der Universität Leipzig wurden 58 getroffen und teilweise oder ganz zerstört. Von den 32.500 Wohngebäuden waren 15.200 in Mitleidenschaft gezogen, davon über 5000 total zerstört oder schwer beschädigt und über 10.000 mittelschwer beschädigt. Die Rüstungsindustrie hatte wenige Schäden zu verzeichnen.
Laut vorläufigem amtlichen Abschlussbericht vom 30. Dezember 1943 waren hauptsächlich der Stadtkern innerhalb des Ringes, die sich unmittelbar im Westen, Norden und Osten anschließenden Gebiete sowie die gesamte Südvorstadt schwer betroffen. Die daran im Norden und Osten anschließenden Gebiete wurden leicht betroffen, während im äußeren Westen, Südwesten und Nordwesten keine Schäden entstanden waren. Etwa 140 000 Menschen waren obdachlos geworden.

### 20. Februar 1944

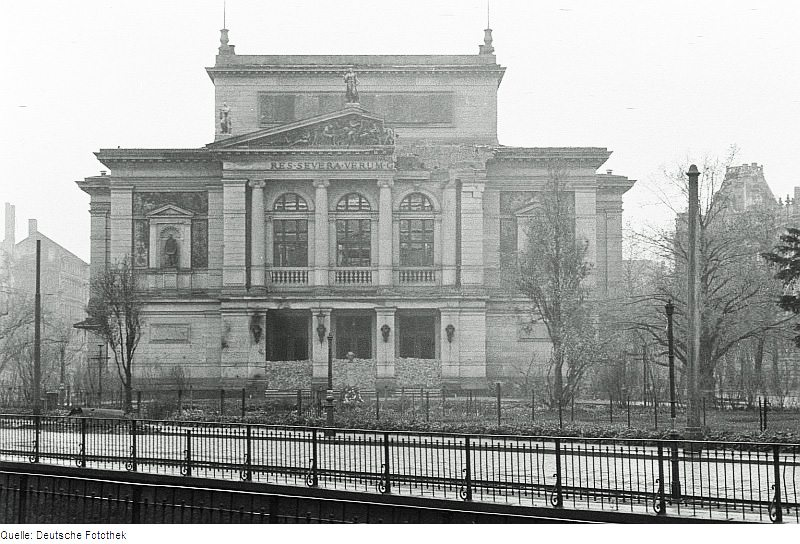
Die Ruine des zweiten Gewandhauses (Neues Concerthaus) wurde erst 1968 abgetragen (Foto von 1947)

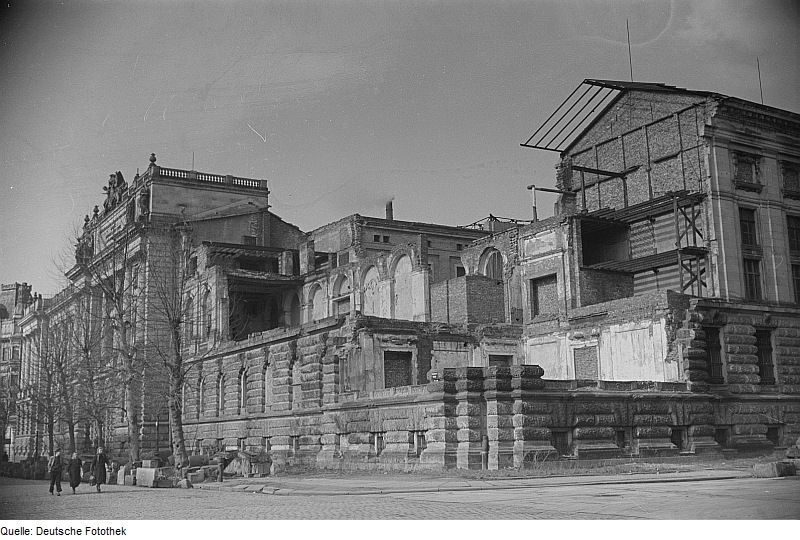
Teilzerstörte Universitätsbibliothek (1953)

Doppelangriff: Während der so genannten Big Week war Leipzig eines der ersten Ziele, die von britischen und US-amerikanischen Bombern angegriffen wurden. Am 20. Februar 1944 wurden von der RAF zwischen 3:15 und 4:20 Uhr Wohngebiete im Süden (Connewitz) sowie Wohn- und Industriegebiete im Südwesten Leipzigs (Schleußig und Großzschocher) getroffen. Bei diesem britischen Nachtangriff mit über 700 (820) viermotorigen Bombern, überwiegend Lancaster, fielen knapp 2300 Tonnen Bomben. Am Nachmittag desselben Tages warfen 239 B-17 „Flying Fortress“ der 8th Air Force 843 Tonnen Bomben auf die am Flughafen Mockau im Nordosten der Stadt liegenden Flugzeugwerke und deren Umgebung. Die schweren Bomber wurden von hunderten Langstrecken-Jagdflugzeugen/Jagdbombern begleitet, wie das seit Ende 1943 immer der Fall war: P-51 Mustang, P-47 Thunderbolt und P-38 Lightning. Durch die Angriffe wurde unter anderem das (zweite) Gewandhaus zerstört. Es traf ebenso die Hochschule für Musik, das Reichsgericht, die Universitätsbibliothek sowie große Teile des Musikviertels und Wohngebiete.
Insgesamt kamen etwa 972 Menschen ums Leben, 1658 wurden verwundet – die meisten durch den britischen Nachtangriff. Infolge des US-Tagesangriffs wurden die betroffenen Betriebe zum Teil schwer beschädigt, zum Beispiel das Erla-Maschinenwerk in Heiterblick zu 65 %. Im Mai 1944 lief die Flugzeugproduktion bei Erla immer noch nicht wieder in vollem Umfang, während die anderen betroffenen Betriebe bis dahin wieder arbeiteten.
Die RAF verlor durch die Flak des Mitteldeutschen Flakgürtels und der Jagdabwehr 78 der eingesetzten Maschinen; es war eine ihrer verlustreichsten Unternehmungen des Krieges.
Flugzeuge der amerikanischen 8th Air Force flogen von Frühjahr 1944 bis April 1945 weitere Angriffe auf Leipziger Industrie- und Verkehrsanlagen.

### 29. Mai 1944
28 B-17 „Flying Fortress“ warfen 70 Tonnen Bomben auf Leipzig.

### 29. Juni 1944
90 B-17 warfen 215 Tonnen Bomben auf Leipzig.

### 7. Juli 1944
308 B-17 warfen 748 Tonnen Bomben auf Leipzig und seine Umgebung. Bei diesem Angriff waren neben dem Hauptbahnhof weitere Verkehrsanlagen das Ziel. Ein direkter Treffer auf einen Abschlussgewölbebogen brachte das Dach des Querbahnsteiges des Hauptbahnhofes zum Einsturz.

### 20. Juli 1944
101 B-17 warfen 222 Tonnen Bomben, besonders auf Leipzig-Mockau.
Insgesamt fielen diesen vier Angriffen etwa 505 Menschen zum Opfer.

### 6. Dezember 1944
Erstmals wurden Leutzsch im äußersten Westen der Stadt sowie der angrenzende Vorort Böhlitz-Ehrenberg von der US-Luftwaffe angegriffen.
Im Rahmen von Angriffen auf Ziele in der Umgebung Leipzigs, wie die Hydrierwerke zur Erzeugung von synthetischem Benzin in Leuna, Böhlen (Braunkohle-Benzin AG) und Zeitz, kam es zu Bombenabwürfen auf Leipzig als Ausweichziel.
Im Februar und März 1945 häuften sich die Luftangriffe. Kein Tag verging ohne Fliegeralarm. Systematisch wurden jetzt Betriebe, Verkehrseinrichtungen und Wohnungen zerstört.

### 27. Februar 1945
An diesem Tag flog die 8th Air Force, die bisher überwiegend „Punktziele“ bombardiert hatte, zwei aufeinanderfolgende Flächenangriffe mit insgesamt 724 B-17 und 1947 Tonnen Bombenlast auf das gesamte Stadtgebiet, denen 1044 Menschen zum Opfer fielen.

### 6. April 1945
Die 8th Air Force griff erneut Leipzig an: mit 321 B-17, hunderten Begleitjägern und 829 Tonnen Bombenlast. 367 (733) Menschen kamen ums Leben.

### 10. April 1945
Nun erfolgte nochmals ein Doppelangriff der RAF. Zur Tageszeit bombardierten 230 Lancaster, Halifax und Mosquito, besonders die Ziele Mockau und Engelsdorf. In der Nacht zum 11. April folgten 97 Lancaster und Mosquito mit dem Abwurf-Schwerpunkt Wahren. Es gab 337 Tote.
In den letzten zehn Tagen des am 15. April 1945 offiziell eingestellten westalliierten Bombenkrieges gegen Deutschland starben somit nochmals über 700 Menschen.
Am 18. April – eine Woche nach dem letzten Großangriff – nahm die 69. Infanteriedivision der 1. US-Armee Leipzig ein.

## Folgen

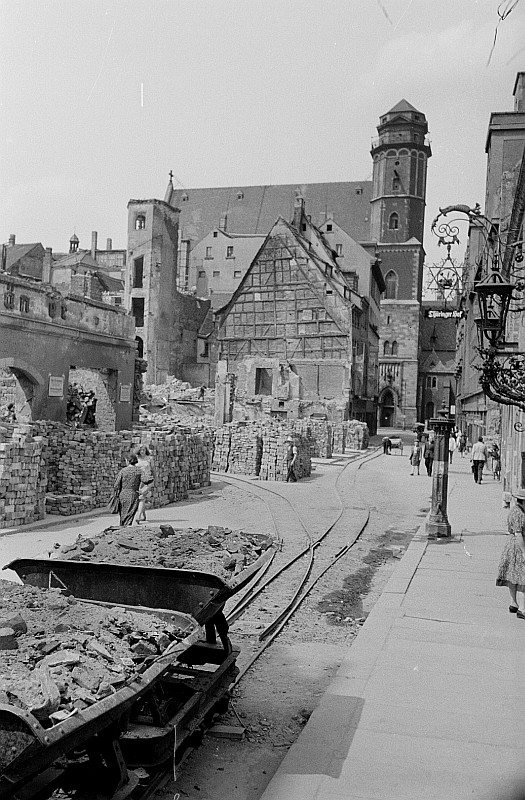
Loren der Trümmerbahnen in der Burgstraße. Im Hintergrund die Thomaskirche

Mehr als 5000 – nach anderer Angabe etwa 6000 Menschen – sind den Luftangriffen zum Opfer gefallen. Es handelte sich überwiegend um Leipziger, aber auch um Evakuierte, Flüchtlinge aus den Ostgebieten des Deutschen Reiches, Wehrmachtsangehörige sowie Zwangsarbeiter und Kriegsgefangene.
Ein großer Teil der Bausubstanz der eng bebauten Innenstadt war stark beschädigt oder ganz zerstört. Insgesamt waren 40 % der Wohnungen und 80 % der Messebauten zerstört oder schwer beschädigt worden. Das Areal zwischen Richard-Wagner-Straße und Brühl sowie das von Katharinenstraße, Salzgäßchen, Schuhmachergäßchen und Reichsstraße begrenzte Gebiet waren weitgehend zerstört. Dadurch änderte sich das Erscheinungsbild der Innenstadt erheblich. Zwischen Katharinen- und Reichsstraße sowie Brühl und Böttchergäßchen wurden alle Ruinen abgetragen und der Sachsenplatz angelegt, an dessen Stelle sich seit 2004 der Neubau des Museums der bildenden Künste befindet.
Am Augustusplatz waren alle Bauten an der Ostseite, mit Ausnahme des Europahauses, bei den Luftangriffen schwer getroffen worden und wurden abgeräumt. An der westlichen Seite hatten die Universitätskirche und das Krochhochhaus nur geringe Schäden zu verzeichnen. Während der Königsbau und das Mehringhaus rekonstruiert wurden, erfolgte in den 1950er-Jahren der Abriss der Ruinen des Museums der bildenden Künste und des Neuen Theaters. Das alte Bauensemble der Universität aus Augusteum, Albertinum und Johanneum wurde 1968 zusammen mit der intakten Universitätskirche gesprengt, um Platz für den Neubau der Karl-Marx-Universität zu schaffen. Der ehemalige Standort des Bildermuseums am Südrand des Karl-Marx-Platzes blieb vorerst unbebaut, da dort in den 1960er-Jahren der Neubau eines Auditorium maximum für die Universität geplant war. Nachdem der Platz für ein Betonwerk, das für den Neubau des Universitätskomplexes entstanden war und auch nach seiner Fertigstellung mehrere Jahre in Betrieb blieb, genutzt wurde, entstand dort von 1977 bis 1981 das heutige Gewandhaus.
Im Musikviertel war das Reichsgerichtsgebäude zu einem Drittel zerstört. Nach der Sanierung zog dort im Mai 1952 das Museum der bildenden Künste ein. Die Ruine des nicht weit davon entfernten Gewandhauses (Neues Concerthaus) war zwar mit einem Notdach versehen und nach dem Krieg noch bautechnisch gesichert worden, wurde jedoch 1968 abgetragen. Auch andere historische Gebäude wie der Turm der Johanniskirche in der Ostvorstadt fielen in den 1960er Jahren dem Abriss zum Opfer.
Die 539.000 Bomben auf Leipzig hinterließen rund 4,6 Millionen Kubikmeter Bauschutt. Einen großen Teil fuhren Trümmerbahnen auf die ehemaligen Bauernwiesen in der Südvorstadt und schütteten dort den Fockeberg auf. Ein Drittel davon (rund 1,5 Millionen Kubikmeter) wurde Mitte der 1950er-Jahre beim Bau des Zentralstadions verwendet.
Schätzungsweise 10 bis 15 Prozent der abgeworfenen Spreng- und Brandbomben waren Blindgänger, darunter viele mit Langzeitzündern. Bis in die heutige Zeit sind die Luftangriffe des Zweiten Weltkriegs präsent, wenn diese im Zuge von Bauarbeiten oder bei der Auswertung alter Luftbilder gefunden und vom Kampfmittelbeseitigungsdienst der Polizei geräumt werden.

## Begräbnis- und Gedenkstätten

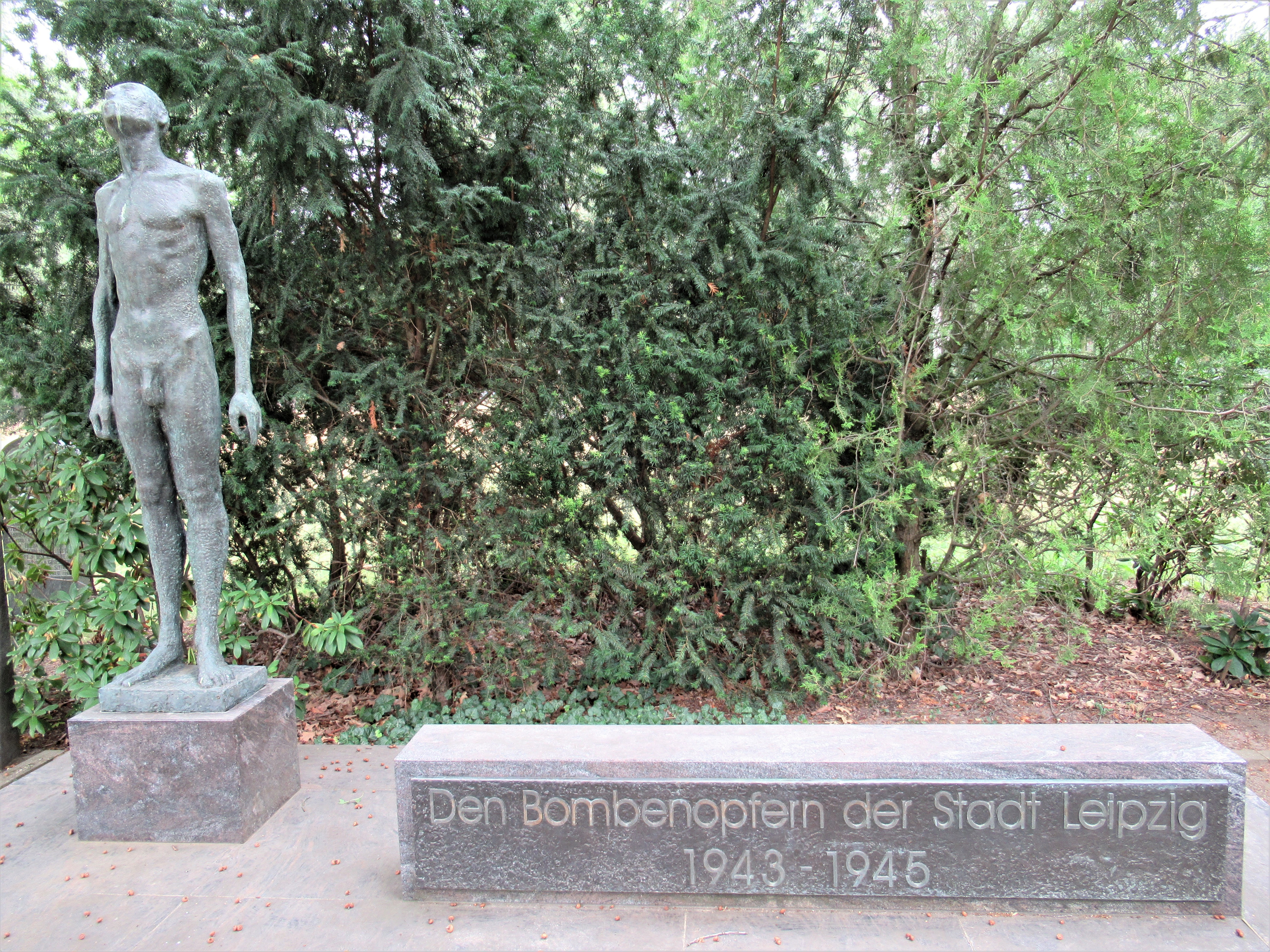
Bronzeplastik „Trauernder Jüngling“: „Den Bombenopfern der Stadt Leipzig 1943–1945“

Auf Anordnung des Leipziger Oberbürgermeisters Alfred Freyberg wurden die Opfer der alliierten Luftangriffe auf Leipzig in einem Ehrenhain auf dem Südfriedhof beigesetzt. Der massenhafte Anfall von Toten machte eine Erweiterung des Friedhofs von 63 Hektar (1923) auf 82 Hektar notwendig. Alleine nach dem schweren britischen Nachtangriff am 3./4. Dezember 1943 waren es über 1800, insgesamt 4500 zivile Opfer, die auf dem Südfriedhof beerdigt wurden. Die ursprünglichen individuellen Reihengräber mit einheitlich gestalteten Holzkreuzen in Form von Eisernen Kreuzen sind nicht erhalten. Einen Eindruck von ihrem Aussehen bekommt man durch ein Foto von 1945 auf einer Informationstafel am Rande der Gedenkstätte für die Bombenopfer auf dem Südfriedhof. Die Hakenkreuze auf den Holzkreuzen sind unkenntlich gemacht. 3474 der Toten ruhen auf der heutigen Abteilung XXVIII. Diese liegt am Südosttor des Friedhofs.
Innerhalb der Gesamtanlage wurde im Jahre 1998 für 1242 Opfer der Luftangriffe von Februar bis April 1945 ein künstlerisch gestalteter Teilfriedhof geschaffen. Sechzig große Stelen mit den gruppenweise genannten Namen der Toten bilden zusammen ein Andreaskreuz, in dessen Mittelpunkt 1998 ein Denkmal errichtet wurde. Die in der linken oberen Ecke befindlichen drei Stelen (für drei Jahre) geben eine Übersicht, wie viele Opfer die Stadt Leipzig bei den Bombardierungen zu beklagen hatte. Es ist für jedes der Jahre 1943, 1944 und 1945 eine Übersicht vorhanden, an welchem Tag wie viele Opfer zu beklagen waren. Die architektonische Gestaltung der Gesamtanlage, das zentrale Denkmal und die 60 Einzelstelen einschließlich der Schriftgestaltung schuf Herr Dipl.-Ing. Ing. Jörg Hasse, der städtische Gartendenkmalpfleger der Leipziger Friedhöfe von 1995 bis 2001. Er initiierte auch das Internationale Jugendlager, um die Gesamtanlage instand zu setzen. Die von Marie-Luise Bauerschmidt geschaffene Bronze-Plastik war ursprünglich nicht für das Bombenopferdenkmal der Stadt Leipzig vorgesehen, sondern wurde bereits vor 1989 für eine Parkanlage geschaffen. Aufgrund der Wirren im Wendejahr 1989 wurde diese Plastik zunächst nicht aufgestellt und war im Keller des Völkerschlachtdenkmals gelagert. Bei der Gestaltung der Grabanlage hat Jörg Hasse damals diese Deutung vorgenommen: Der „Trauernde Jüngling“ „blickt suchend in den Himmel und deutet damit in die Richtung, aus der das Unglück kam. Seine linke Hand weist in Richtung der Inschrift ...“, um die Plastik für diesen Zweck verwenden zu können. Die Schrifttafel „DEN BOMBENOPFERN DER STADT LEIPZIG 1943–1945“, auf welche der Jüngling zeigt, hat ebenfalls Jörg Hasse entworfen. Diese Vorgeschichte der Plastik erklärt auch, warum nicht – wie eigentlich naheliegend – anklagend eine junge Mutter, sondern ein Jüngling im Zentrum der Anlage steht.
Der geschilderte Teilfriedhof, organisiert vom Grünflächen- und Friedhofsamt der Stadt, geht besonders auf den Einsatz von Soldaten der Bundeswehr aus Erndtebrück in Westfalen und des Volksbundes Deutsche Kriegsgräberfürsorge mit einem internationalen Jugendlager 1998 zurück, worauf eine Erinnerungstafel vor Ort hinweist. Beteiligt war auch die Reservistenkameradschaft Leipzig-Leutzsch.
An anderer Stelle der Sammelgräber mit den Bombentoten steht ein hohes Kreuz aus rötlichem Granit mit der Inschrift im Sockel: „DIE OPFER DES ZWEITEN WELTKRIEGES KLAGEN AN“.
Benachbart zu den Bombentoten – auf Teilen der Abteilung XXVII – liegen die betont unauffälligen bepflanzten Gräberfelder mit deutschen Soldaten. Sie sind nicht als solche erkennbar und ohne individuelle Grabzeichen. Neun Bodenplatten nennen zusammen etwa 600 Namen von hier Beigesetzten, geordnet nach den Todesjahren 1940 bis 1945. Es handelte sich um in den Leipziger Lazaretten Verstorbene, aber auch um Opfer der Luftangriffe.
Die ausländischen Bombenopfer wurden überwiegend auf dem Ostfriedhof Leipzig beigesetzt.

## Bilder der Grabstätten der Bombenopfer auf dem Südfriedhof Leipzig (Juli 2019)

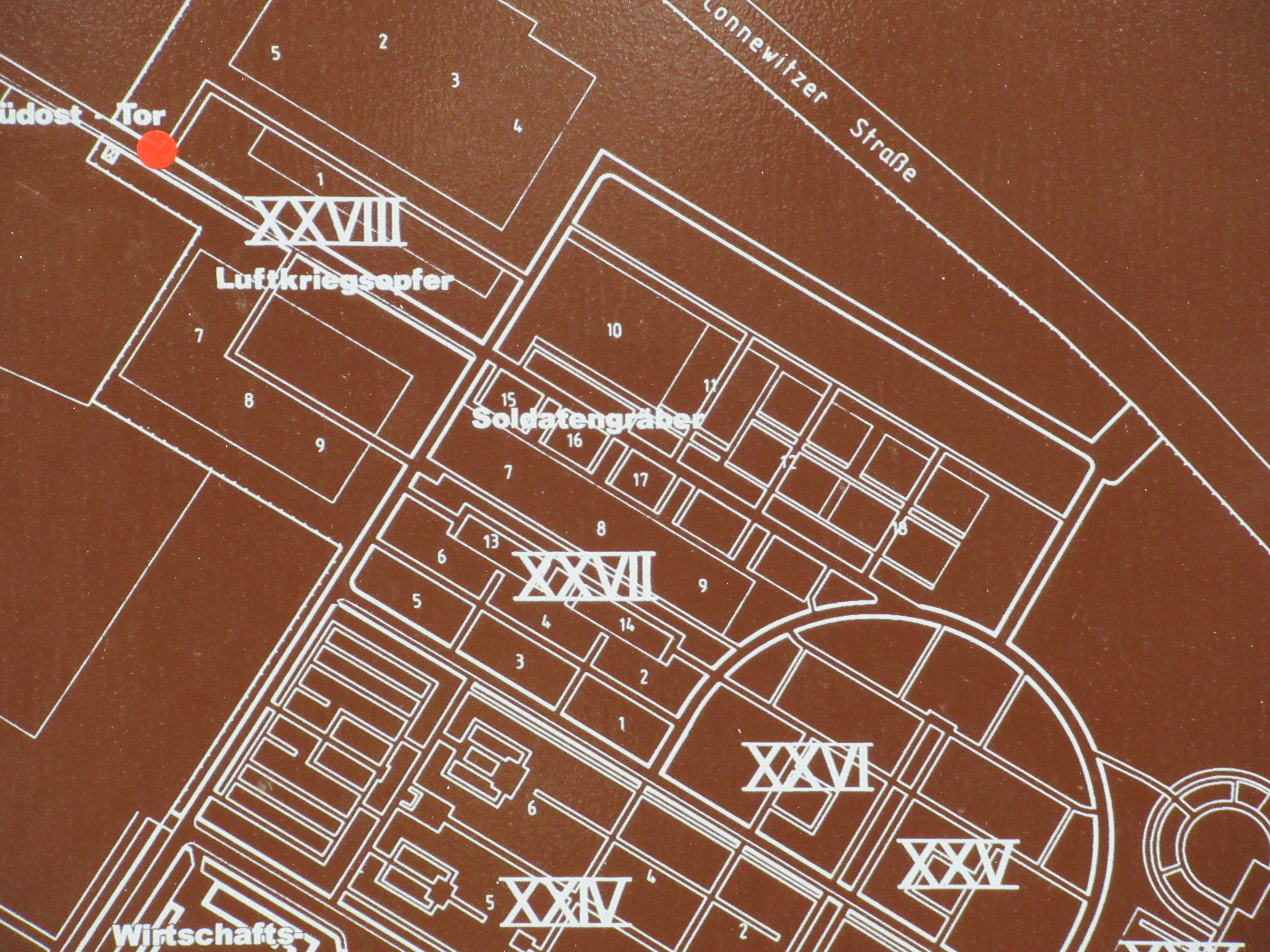
Bombenopfer und Soldaten (2. WK) auf dem Südfriedhof
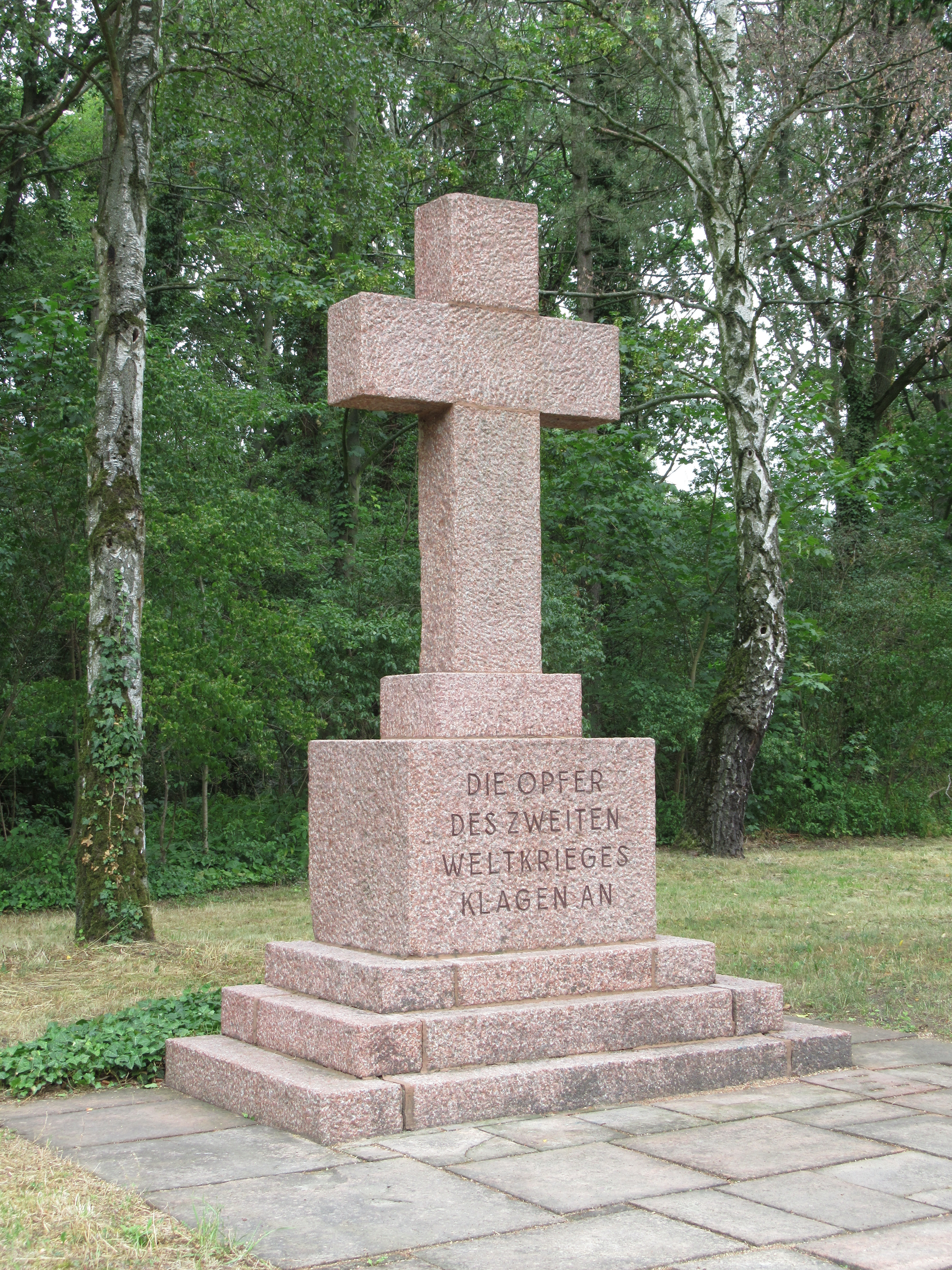
Gedenkkreuz „Die Opfer des Zweiten Weltkrieges klagen an“
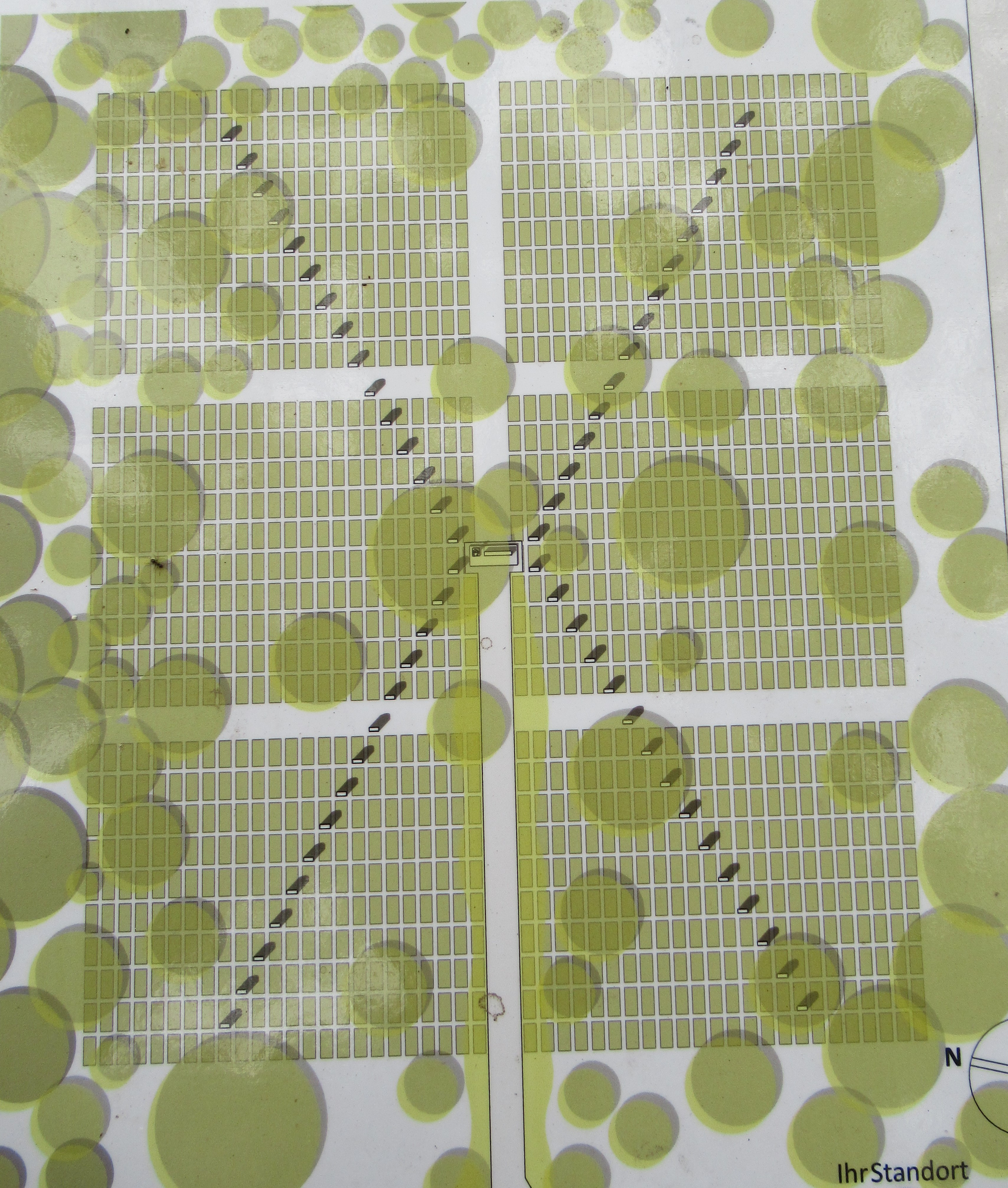
Grundriss des Teilfriedhofs von 1998
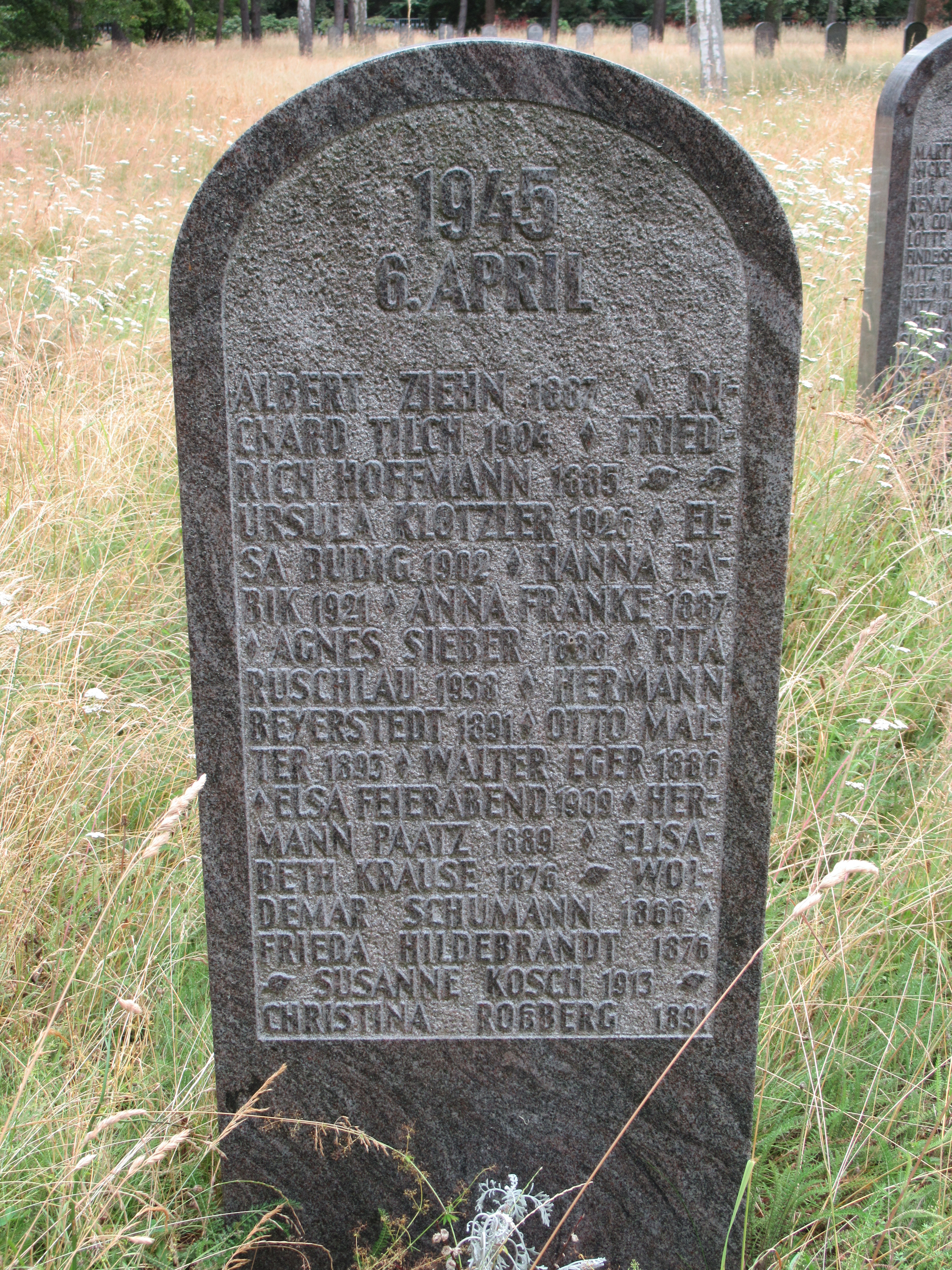
Stele mit Namen von Bombenopfern 6. April 1945
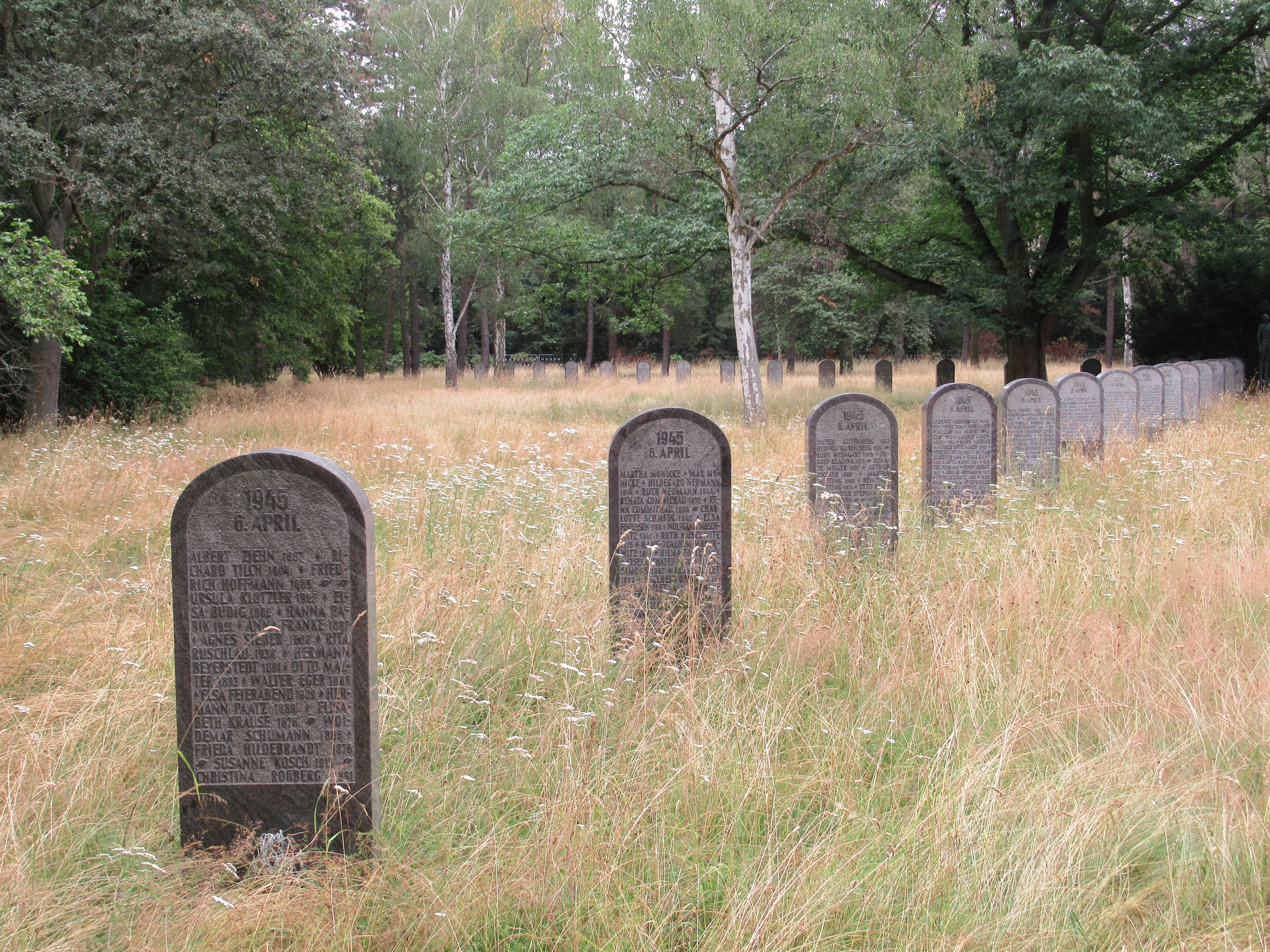
Reihe von 60 Stelen, Teilansicht
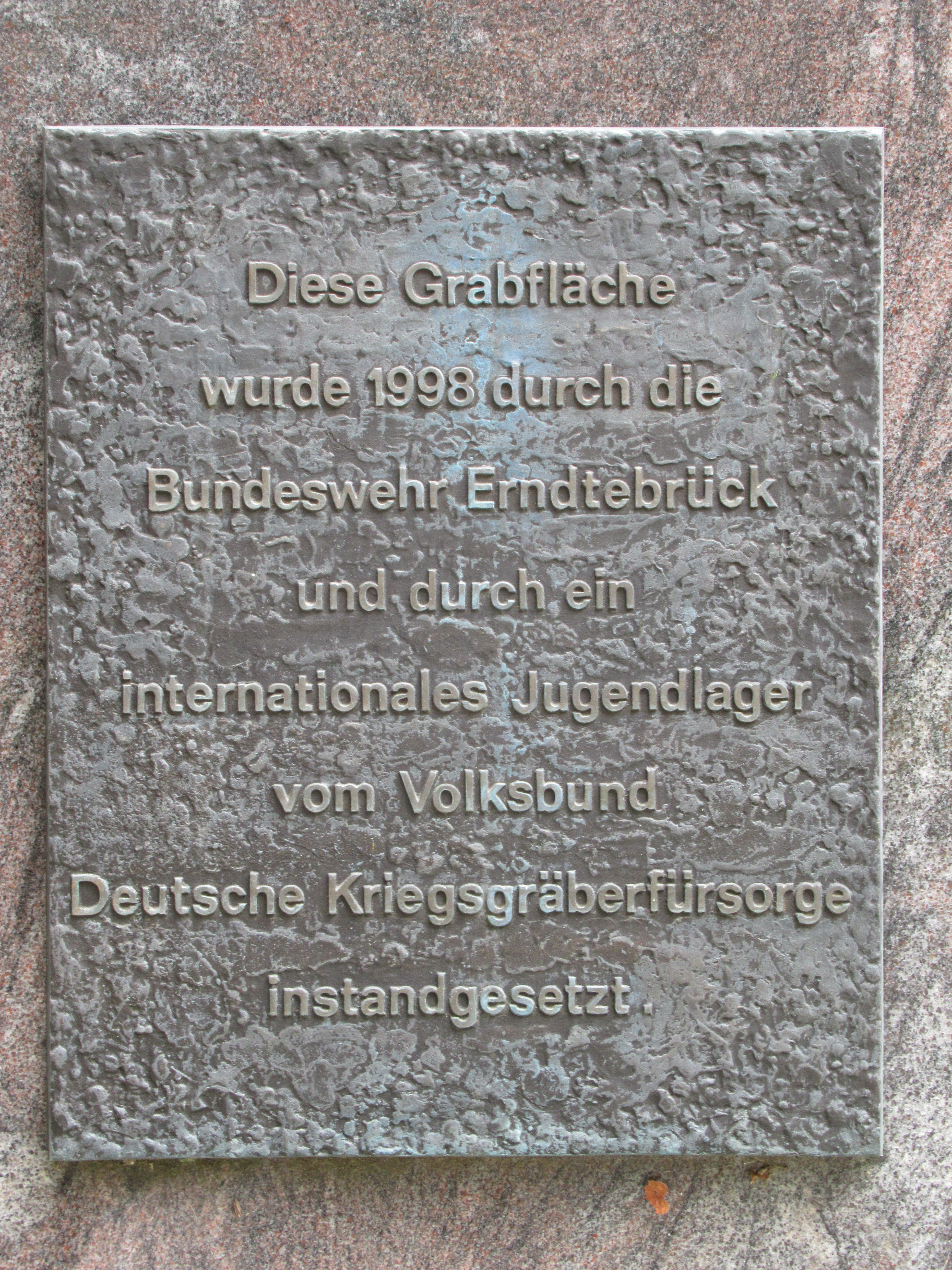
Tafel: Bundeswehr und Volksbund haben 1998 diesen Teilfriedhof errichtet
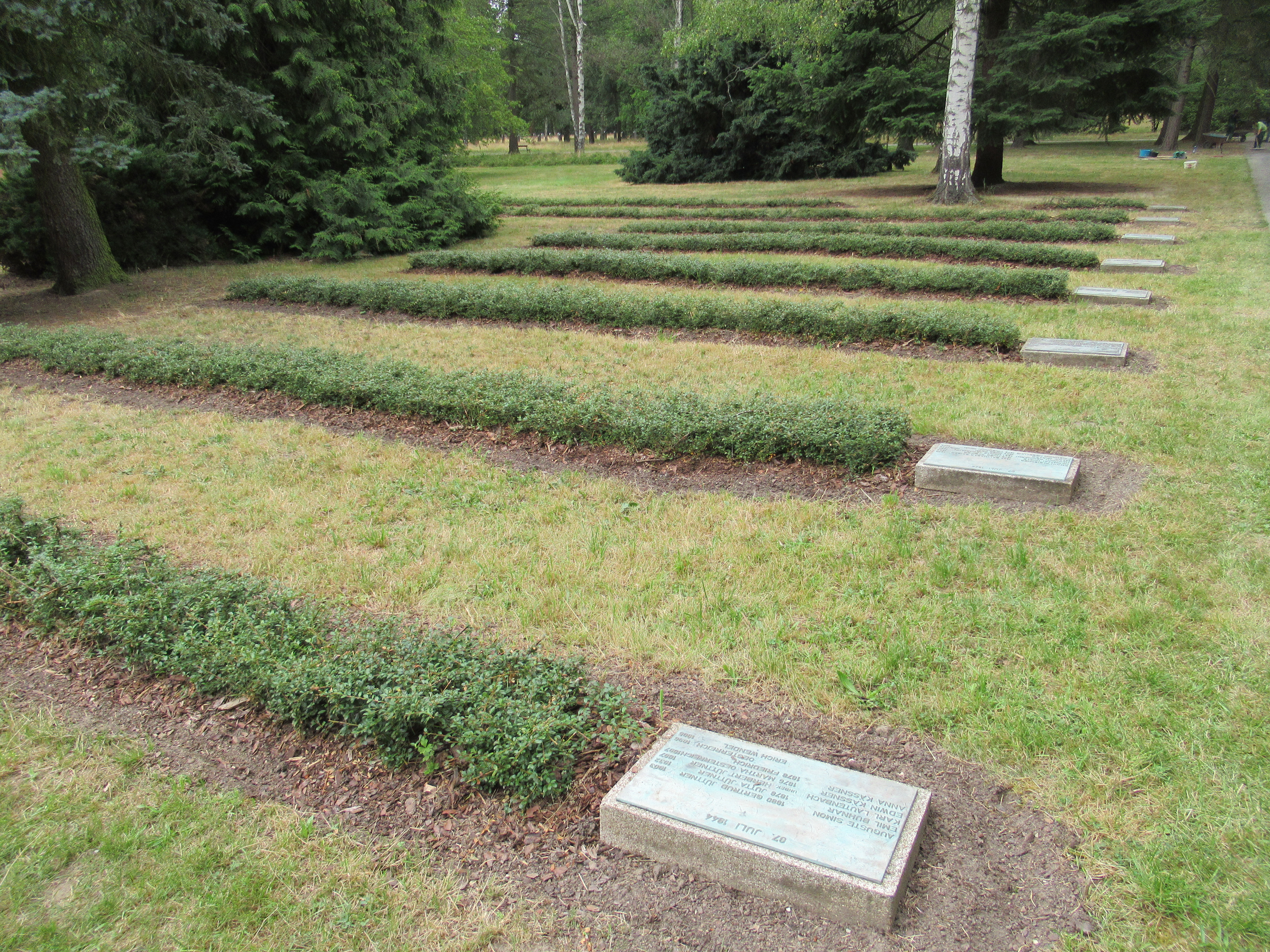
Reihengräber mit Bombenopfern
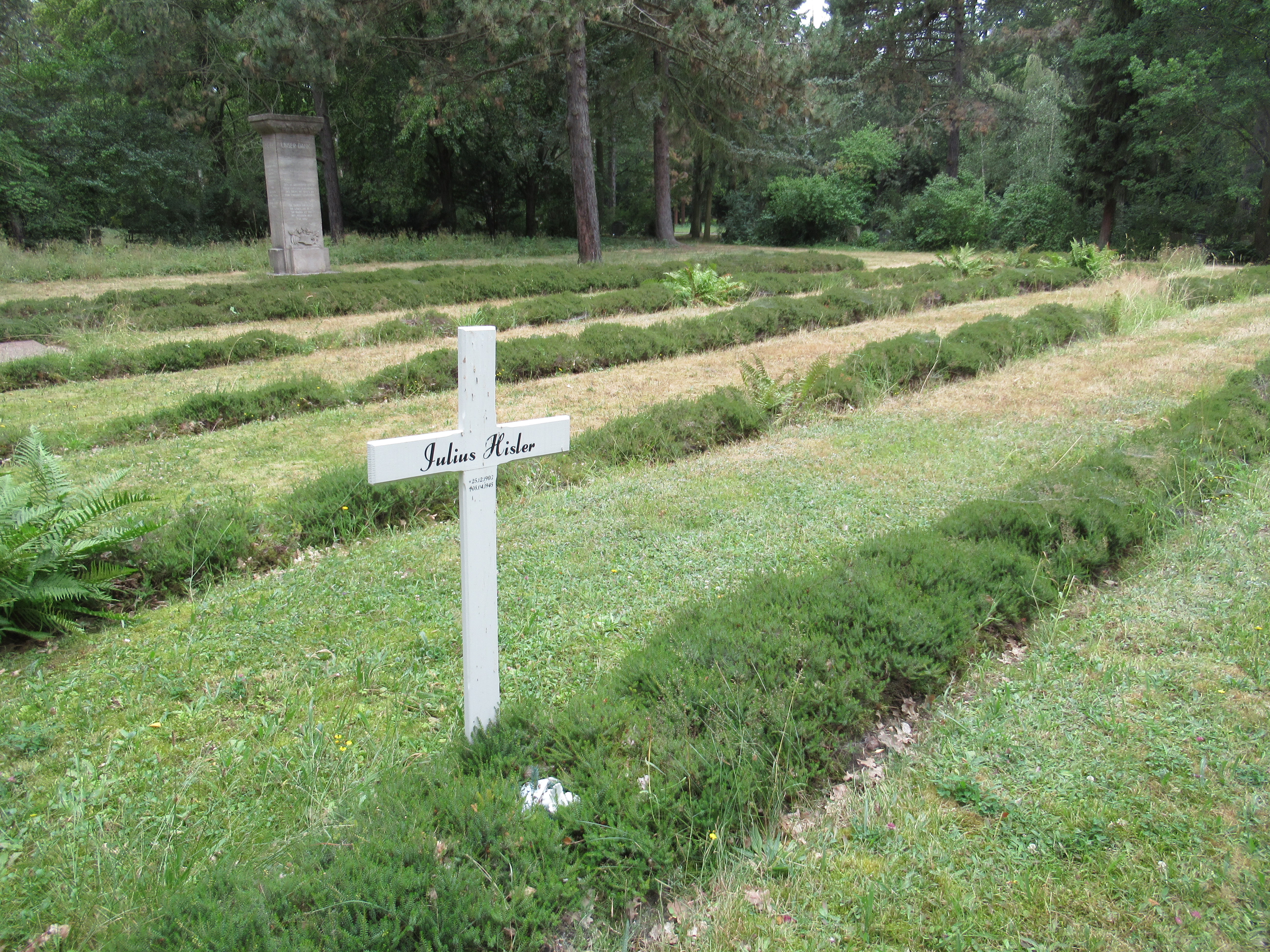
Massengräber mit Bombenopfern
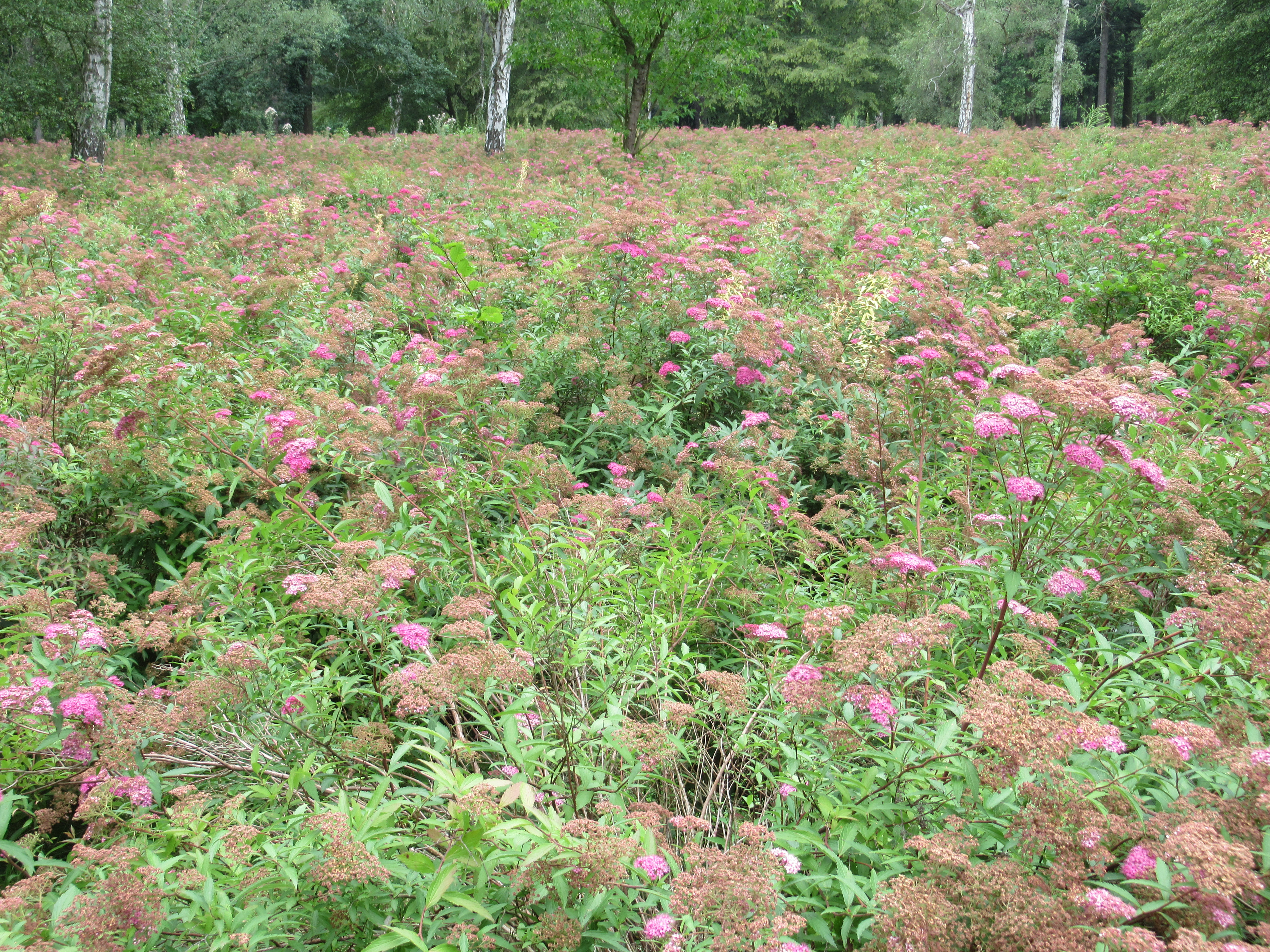
Massengräber mit Bombenopfern
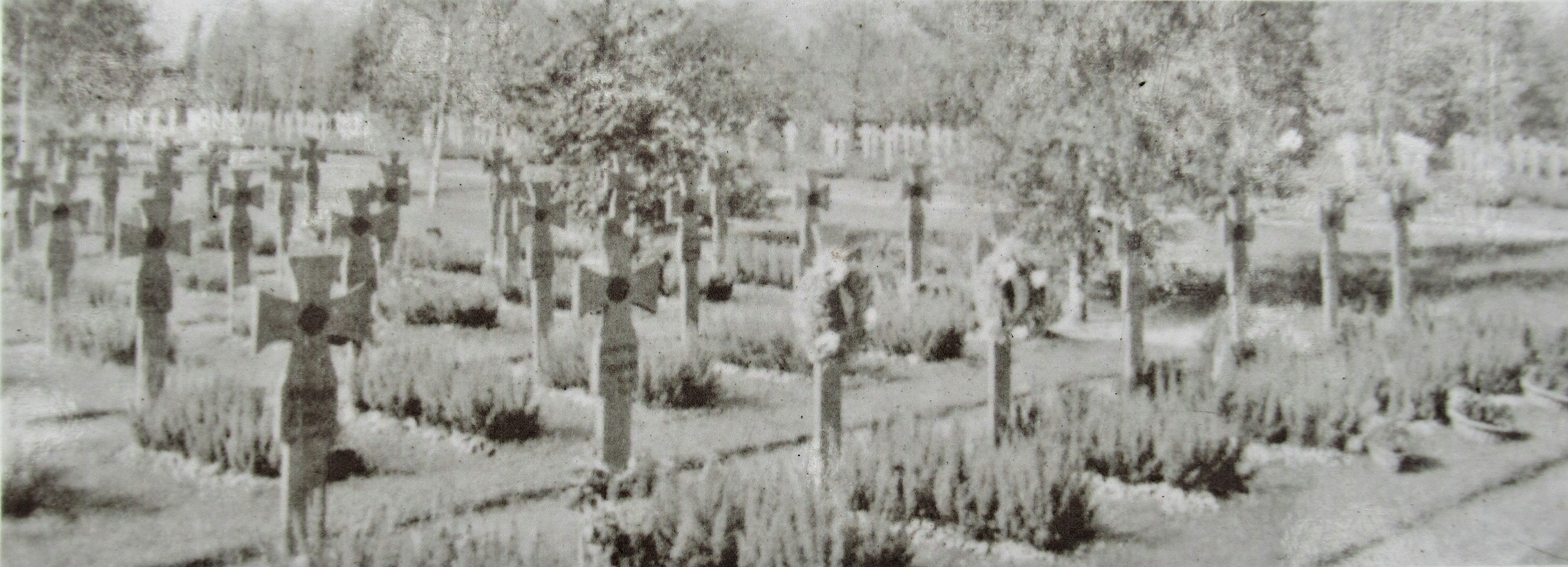
Teilansicht der Anlage mit den Bombentoten im Jahre 1945 (Foto von Infotafel)